# Akkersnelloper
De akkersnelloper (Anchomenus dorsalis) is een keversoort uit de familie van de loopkevers (Carabidae). De wetenschappelijke naam van de soort werd in 1763 gepubliceerd door Erik Pontoppidan.